# معايير السلامة الكهربائية
معايير السلامة الكهربائية عبارة عن نظام للتدابير التنظيمية والوسائل التقنية لمنع الآثار الضارة والخطيرة على العمال من التيار الكهربائي والقوس الكهربي والمجال الكهرومغناطيسي والكهرباء الساكنة.

## التاريخ
ساهم التقدم التقني في تطوير معايير السلامة الكهربائية. في عام 1989، أصدرت إدارة السلامة والصحة المهنية لائحة للإجراءات الواجب اتباعها وتم التصديق عليها لتصبح ضمن لوائح الصناعة العامة. تنص اللائحة عن طرق التعامل الصحيحة للتحكم في معدات الطاقة الخطرة، والقفل والنقل. في عام 1994، تم تأسيس منظمة دولية للسلامة الكهربائية وهي مؤسسة غير ربحية مكرسة حصريًا لتعزيز السلامة الكهربائية في المنازل وأماكن العمل. في عام 1995، بدأت OSHA في إصدار اللوائح الخاصة بالمرافق.
- المعيار 29 CFR 1910.269- لتوليد الطاقة الكهربائية، نقلها وتوزيعها وطرق معالجة مصادر الطاقة الخطرة لمواقع محطات توليد الطاقة.

تتم مقارنة معايير السلامة الكهربائية مع معايير معهد مهندسي الكهرباء والإلكترونيات والرابطة الوطنية للحماية من الحرائق NFPA.

## الحماية من الصواعق والتأريض
تعد أنظمة الحماية من الصواعق والتأريض ضرورية لحماية البشر والهياكل وحماية المباني من التدمير الميكانيكي الناجم عن تأثيرات البرق وما يرتبط بها من مخاطر الحريق وخطوط النقل والمعدات الكهربائية من الصدمات الكهربائية والتيار الزائد.

### أنظمة حماية التأريض

نظام التأريض TT

- نظام TT.
- نظام TN.
- نظام IT.

### أنظمة الحماية من الصواعق
- مانعة الصواعق (قضيب بسيط أو مع نظام التشغيل).
- مانعة الصواعق مع أسلاك مشدود.
- مانعة الصواعق مع قفص شبكي (قفص فاراداي).

## الآثار الفسيولوجية للكهرباء

رسم بياني للصدمات الكهربائية

يمكن أن تؤدي الصدمات الكهربائية على البشر إلى إعاقات دائمة أو موت. يؤثر حجم وتردد ومدة التيار الكهربائي على مدى التأثير حيث يتراوح الضرر ما بين إيقاف القلب لفترة ما أو التأثير على عملية التنفس والتسبب في تشنجات للعضلات. يتأثر الجلد أيضا بالصدمات الكهربائية.
- الاتصال غير المباشر- يمكن تجنبه عن طريق فصل تيار الأوتوماتيك على كل من نظام TT، نظام TN، نظام IT مع الحرص على عدم فصل تيار الأوتوماتيك القادم من المصدر.
- الاتصال المباشر- يمكن تجنبه عن طريق أنظمة الحماية عن طريق عزل الأجزاء الحية، والحماية عن طريق الحواجز أو العلب، وتدابير الحماية الجزئية، وتدابير الحماية الخاصة.[8]

## معايير السلامة الكهربائية
- أستراليا (AUS) المعايير الأسترالية - أستراليا - AS/NZS 3000:2007,AS/NZS 3012:2010,AS/NZS 3017:2007,AS/NZS 3760:2010,AS/NZS 4836:2011[9]
- بلغاريا (BUL) БДС(Български Държавен Стандарт) - المعايير البلغارية - БДС 12.2.096:1986 بلغاريا[10]
- البرازيل (BRA) BNR(اللائحة الوطنية البرازيلية) - NR10 البرازيل[11]
- الصين (CHN) GB/CCC - الصين GB4943,GB17625,GB9254[12]
- ألمانيا (GER) IEEE/TÜV - ألمانيا توجيهات الجهد المنخفض 2014/35/EU [13]
- فرنسا (FRA) NF(المعيار الفرنسي) C 15-100 - معايير التركيبات الكهربائية فرنسا[14]
- بريطانيا العظمى (GBR) BS(المعيار البريطاني) - المملكة المتحدة[15] BS EN 61439,BS 5266,BS 5839,BS 6423,BS 6626,BS EN 62305,BS EN 60529
- الهند (IND) IS(المعايير الهندية) - الهند - IS-5216,IS-5571,IS-6665[16]
- بولندا (POL) PN(المعيار البولندي للكهرباء) - بولندا - PN-EN 61010-2-201:2013-12E[17]
- روسيا (RUS) ГОСТ - ГОСТ 12.2.007.0-75,ГОСТ Р МЭК 61140-2000,ГОСТ 12.2.007.0-75,ГОСТ Р 52726-2007 روسيا|[18]
- الولايات المتحدة (USA) NFPA,IEEE STD 80,IEEE STD 80 - الولايات المتحدة[19]

## معايير الحماية من الصواعق
- الولايات المتحدة (USA) NFPA 780, IEC 62305
- روسيا (RUS) СТО 083-004-2010,ГОСТ Р МЭК 62561.2-2014
- بلغاريا (BUL) БДС EN 62305-1:2011
- فرنسا (FRA) Norme NF C 15-100
- ألمانيا (GER) DIN EN 62305-1
- بولندا (POL) PN-EN 62305
- بريطانيا العظمى (GBR) BS-EN 62305
- إسبانيا (ESP) UNE 21186.
- الهند (IND) IS 2309
- الصين (CHN) GB/T 36490-2018

## الالكترونيات والاتصالات

### معايير سلامة المنتجات الالكترونية
تأخذ الشركات المصنعة للأدوات الإلكترونية العديد من معايير السلامة الإلكترونية لحماية صحة البشر والحيوانات.
- ANSI C95.3:1972 - الأساليب والأجهزة لقياس الإشعاع الكهرومغناطيسي المحتمل أن يكون خطيرًا عند ترددات الموجات الصغرية.[20]
- الأرجنتين (ARG) CNC-St2-44.01 V02.1.1 [21]
- المكسيك (MEX) NOM-152
- إسرائيل (ISR) MET MOC 023/96

## معرض الصور

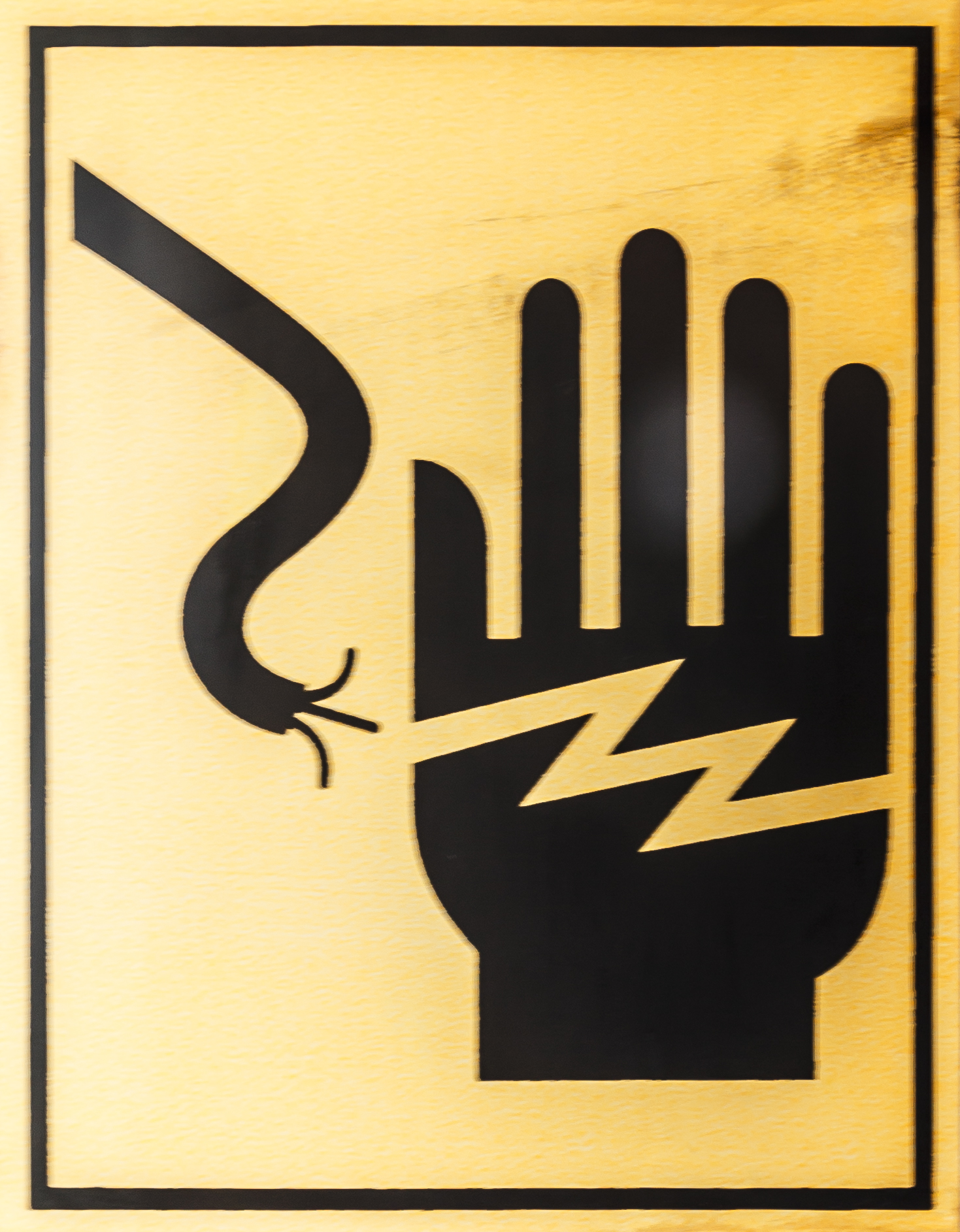
رمز الخطر
مبدأ فصل الحمل
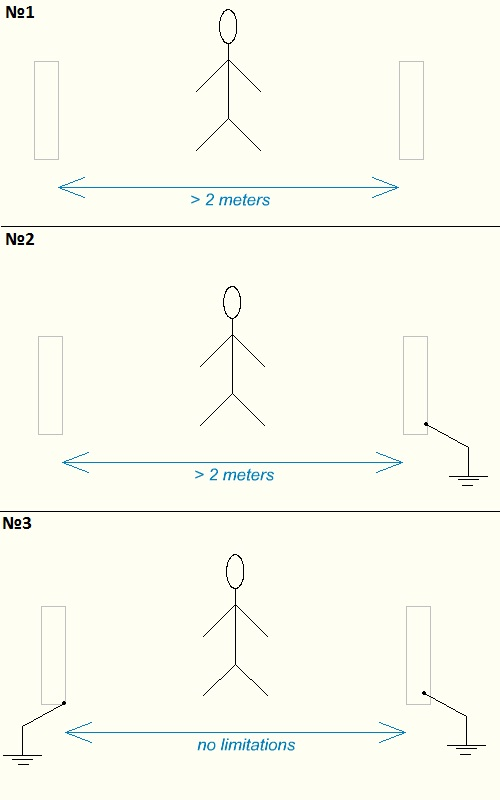
المسافة الأمنة للتأريض
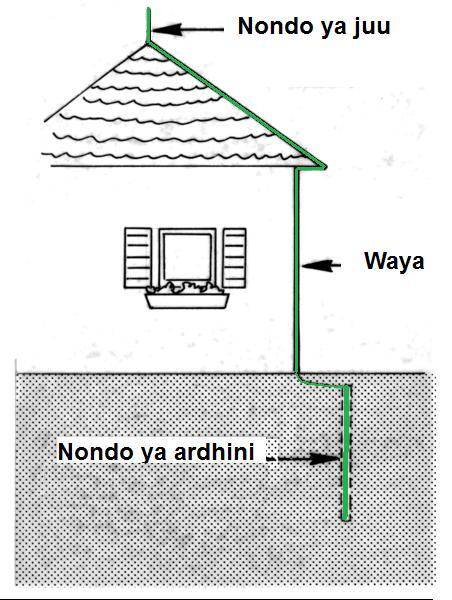
مانعة صواعق
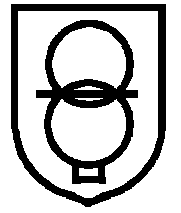
رمز للجهد المنخفض جدا
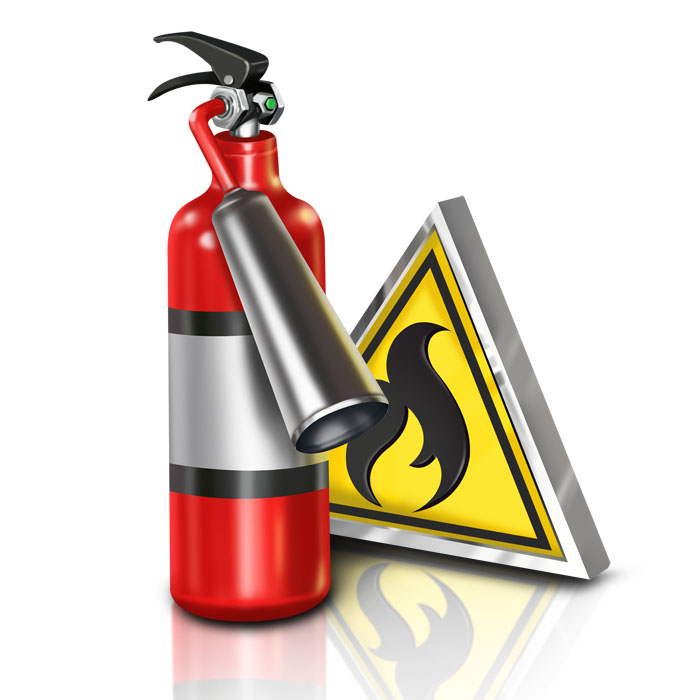
رمز مقاومة الحريق
رمز الخطر الكهربي

## وصلات خارجية
- مقدمة عن معايير السلامة الكهربائية من إدارة السلامة والصحة المهنية.
- فيديو تدريبي من إدارة السلامة والصحة المهنية لمهندسي الحماية الكهربائية.